# سیارک ۳۸۵۶
سیارک ۳۸۵۶ (به انگلیسی: 3856 Lutskij، نامگذاری:1976QX) سه هزار و هشتصد و پنجاه و ششمین سیارک کشف شده‌است که در ۲۶ اوت ۱۹۷۶ کشف شد.
قدر مطلق سیارک برابر ۱۲٫۰۰ است.